# Ariel Salinas
Ariel Alberto Salinas Salinas (San Felipe, Chile, 9 de marzo de 1989) es un futbolista chileno. Actualmente está sin equipo.

## Trayectoria
Inició su carrera en las Divisiones Menores de Colo-Colo, donde llegó recomendado por el excapitán de Unión San Felipe Héctor Roco, junto con Boris Sagredo.
Hizo su debut en la Primera División de Chile el 5 de mayo de 2007 frente al clásico rival Cobreloa en la altura de Calama, con un gol de tiro libre que dejó el marcador 1-0 a favor de Colo-Colo (el partido terminaría empatado a 2).

## Clubes
| Club                       | País  | Año           |
| -------------------------- | ----- | ------------- |
| Colo Colo                  | Chile | 2007          |
| Unión San Felipe           | Chile | 2008-2009     |
| Trasandino                 | Chile | 2010          |
| Barnechea                  | Chile | 2011-2013     |
| Deportes Pintana           | Chile | 2013-2017     |
| Deportes Recoleta          | Chile | 2017-2018     |
| Deportes Vallenar          | Chile | 2019-2020     |
| Independiente de Cauquenes | Chile | 2022-presente |

## Títulos

### Campeonatos nacionales
| Título           | Club             | País  | Año    |
| ---------------- | ---------------- | ----- | ------ |
| Primera División | Colo-Colo        | Chile | 2007-A |
| Primera División | Colo-Colo        | Chile | 2007-C |
| Primera B        | Unión San Felipe | Chile | 2009-A |
| Copa Chile       | Unión San Felipe | Chile | 2009   |
| Tercera A        | Barnechea        | Chile | 2011   |